# Newsgame
Le newsgame (littéralement « jeu d'informations ») est un jeu sérieux permettant de mieux comprendre l'actualité.